# Bacilly
Bacilly är en kommun i departementet Manche i regionen Normandie i norra Frankrike. Kommunen ligger i kantonen Sartilly som tillhör arrondissementet Avranches. År 2022 hade Bacilly 935 invånare.

## Befolkningsutveckling
Antalet invånare i kommunen Bacilly
| Referens: INSEE |